# 서울개원초등학교
서울개원초등학교는 대한민국 서울특별시 강남구에 있는 공립 초등학교이다.

## 학교 연혁
- 1982년 1월 6일 : 설립인가
- 1982년 9월 20일 : 서울개원초등학교 개교식(35학급 편성)
- 1983년 2월 19일 : 제1회 졸업식(296명)
- 2002년 5월 28일 : 전자도서관 개관
- 2008년 3월 26일 : 영어체험센터 개관
- 2009년 2월 20일 : 학습준비물실 및 학습자료실 설치
- 2013년 3월 14일 : 병설유치원 개원(46명)
- 2013년 6월 21일 : 생태연못 조성 준공
- 2015년 11월 11일 : 급식실 스팀보일러 교체
- 2016년 2월 19일 : 제34회 졸업(64명)
- 2016년 3월 1일 : 14학급(특수 1) 편성
- 2016년 3월 1일 : 제10대 박승란 교장 부임
- 2019년 3월 1일 : 개포주공아파트 1단지 재건축으로 인해 휴교[2]
- 2024년 3월 1일 : 재개교

## 참고 자료
- 서울개원초등학교 - 한국교육학술정보원 학교알리미